# Ben 10: Power Trip
Ben 10: Power Trip (em português - Ben 10: Uma Super Viagem) é um jogo de ação-aventura desenvolvido pela PHL Collective e publicado pela Outright Games em colaboração com a Cartoon Network. Lançado em 9 de outubro de 2020 para Microsoft Windows, Xbox One, Nintendo Switch e PlayStation 4, o jogo é baseado na popular franquia animada Ben 10.

## Jogabilidade
Ambientado na região fictícia de Strudelbek, o jogo apresenta um mundo aberto dividido em áreas distintas, como florestas, montanhas nevadas e cidades. Os jogadores controlam Ben Tennyson, que utiliza o Omnitrix para se transformar em diferentes formas alienígenas, cada uma com habilidades únicas essenciais para combater inimigos, resolver quebra-cabeças e explorar o ambiente.
As transformações disponíveis incluem:
- Heatblast: Capaz de realizar saltos duplos e lançar projéteis de fogo.
- Four Arms: Possui força bruta para destruir obstáculos e enfrentar inimigos.
- XLR8: Oferece supervelocidade para atravessar o mapa rapidamente.
- Rath: Utiliza ataques poderosos e habilidades de escalada.
- Shock Rock: Pode manipular eletricidade para ativar mecanismos e atacar inimigos.
- Diamondhead: Cria plataformas de cristal e escudos defensivos.

O jogo também oferece um modo cooperativo local, permitindo que um segundo jogador controle Kevin Levin, aliado de Ben, com habilidades semelhantes, proporcionando uma experiência colaborativa na mesma tela.

## Enredo
Durante uma viagem pela Europa com sua família, Ben Tennyson enfrenta o vilão Hex, que libera o poder de quatro cristais misteriosos, ameaçando o mundo. Para impedir essa ameaça, Ben deve recuperar suas transformações alienígenas e unir forças com Kevin Levin, enfrentando desafios e inimigos ao longo de sua jornada para restaurar a paz.

## Recepção
Ben 10: Power Trip recebeu avaliações mistas. Críticos elogiaram a acessibilidade do jogo para o público infantil e a fidelidade à série animada, destacando a variedade de habilidades e o modo cooperativo como pontos positivos. No entanto, foram apontadas limitações técnicas, como gráficos simples e ausência de dublagem em alguns momentos. No Metacritic, o jogo possui uma pontuação de 3.6 baseada em avaliações de usuários, refletindo opiniões variadas sobre sua execução.

## Ligações Externas
- Ben 10: Power Trip no MobyGames
- Ben 10: Power Trip. no IMDb.